# Герб Нової Каракуби
Герб Нової Каракуби — символ села Нова Каракуба Волноваського району Донецької області України. Автор — Едуард Савченко. 
Історично село складалося з двох частин, які мали свою, відмінну одна від одної історію, що і відобразилося в символіці поділом щита на 2 поля.
Північно-західна половина села це колишня лютеранська колонія №19 Єлізабетдорф. Заснована у 1825 році. Засновники - 35 сімей із Бадена, Гессен-Дармштадта, Ельзаса. Лютеранські приходи Грунау і Людвігсталь. Існує інформація, що колонія була менонітською, але доволі детальні записи про всі менонітські поселення вказують, що менонітів в тому районі не було. Колонія мала багато назв, одна з яких - Блументаль, що дослівно перекладається як "долина квітів". В лютеранській частині села розташовується піщаний кар'єр, що знайшло своє відображення у вигляді кирки. 
Південно-східна половина села була заснована у 1787 році румеями, депортованими з Криму і носило топонім Каракуба (чорна печера з кримськотатарської). Засновано поселення на місці сезонного хутору, що звався Гончариха, через видобуток червоної глини для гончарного ремесла.
Основними напрямками сільського господарства були м'ясо-молочне тваринництво та зернівництво. В селі також були винні льохи. Стоїть село на річці Мокрі Яли. Все це не випадковий набір фактів, а сюжет, який ліг у грецьку амфору - глиняний гончарний виріб, розписаний грецьким візерунком "хвиля" (що іноді вважається різновидом меандру), виноградною лозою та биком. Чорне поле відсилає до назви.

## Історія
Попередній герб села затверджено 11 грудня 1996 сесією селищної ради. Автор - Олег Киричок.  Щит перетятий червоним і зеленим, на перетині вузький теракотовий пояс з грецьким орнаментом золотого кольору - меандром. В верхній частині - дві золоті кирки, покладені навхрест, на які покладена золота ж шестерня. В нижній частині - золота емблема автомобільної промисловості, супроводжувана двома золотими колосками. 
Теракотовий пояс із меандром (грецьким орнаментом) вказує на те, що Червона Поляна заснована грецькими переселенцями, нащадки яких і зараз становлять більшість жителів села. У господарській діяльності органічно сполучається промисловість - це знайшло свій відбиток у силуетах герба:
- дві кирки - у селі є значний глиняний (піщаний) кар'єр;
- шестерня - вказує на те, що тут розташований машинобудівний завод;
- емблема автомобільного транспорту - відповідає двом автоколонам, що знаходяться в селищі, і сільське господарство, на це вказуюють два колоски і зелений колір у нижній частині герба - символи сільського господарства і рослинництва, підкреслюючи тим самим, що вирощування зернових культур є спеціалізацією жителів села.

Червоний же колір у верхній половині герба відповідає колишній назві села.